# Sự nghiệp diễn xuất của Bae Suzy
Bae Suzy (tiếng Hàn: 배수지; sinh ngày 10 tháng 10 năm 1994), được biết đến với biệt danh Suzy, là một nữ ca sĩ và diễn viên Hàn Quốc. Cô từng là thành viên của nhóm nhạc nữ Miss A trực thuộc JYP Entertainment.

## Phim điện ảnh
| Năm  | Tiêu đề                 | Tiêu đề gốc                                     | Vai diễn                | Ghi chú   | Chú thích.  |
| ---- | ----------------------- | ----------------------------------------------- | ----------------------- | --------- | ----------- |
| 2012 | Architecture 101        | 건축학개론                                      | Yang Seo-yeon (lúc nhỏ) |           | [ 2 ]       |
| 2015 | The Sound of a Flower   | 도리화가                                        | Jin Chae-seon           |           | [ 3 ]       |
| 2017 | Real                    | 리얼                                            | Tattooist               | Khách mời | [ 4 ]       |
| 2019 | Đại thảm hoạ núi Baekdu | 백두산                                          | Choi Ji-young           |           | [ 5 ] [ 6 ] |
| 2020 | Live Your Strength      | 내 물건이 너의 집에 남아있다면 헤어진 게 아니다 | Suzy                    | Phim ngắn | [ 7 ] [ 8 ] |
| 2024 | Wonderland              | 원더랜드                                        | Jeong-in                |           | [ 9 ]       |

## Phim truyền hình
| Năm  | Tiêu đề                      | Tiêu đề gốc        | Vai diễn                         | Kênh         | Ghi chú            | Chú thích. |
| ---- | ---------------------------- | ------------------ | -------------------------------- | ------------ | ------------------ | ---------- |
| 2011 | Dream High                   | 드림하이           | Go Hye-mi                        | KBS2         |                    | [ 10 ]     |
| 2011 | Human Casino (Drama Special) | 휴먼 카지노        | Girlfriend                       | KBS2         | Khách mời          | [ 11 ]     |
| 2012 | Dream High 2                 | 드림하이 2         | Chính cô                         | KBS2         | Khách mời (tập 15) | [ 12 ]     |
| 2012 | I Need a Fairy               | 선녀가 필요해      | Nữ diễn viên đầy tham vọng       | KBS2         | Khách mời (tập 26) | [ 13 ]     |
| 2012 | Big                          | 빅                 | Jang Ma-ri                       | KBS2         |                    | [ 14 ]     |
| 2013 | Cửu gia thư                  | 구가의             | Dam Yeo-wool                     | MBC          |                    | [ 15 ]     |
| 2014 | Vì sao đưa anh tới           | 별에서 온 그대     | Go Hye-mi                        | SBS          | Khách mời (tập 17) | [ 16 ]     |
| 2014 | Pinocchio                    | 피노키오           | Triển vọng hẹn hò mù của Beom-jo | SBS          | Khách mời          | [ 17 ]     |
| 2016 | Yêu không kiểm soát          | 함부로 애틋하게    | Noh-eul                          | KBS2         |                    | [ 18 ]     |
| 2017 | Khi nàng say gấc             | 당신이 잠든 사이에 | Nam Hong-ju                      | SBS          |                    | [ 19 ]     |
| 2019 | Lãng khách                   | 배가본드           | Go Hae-ri                        | SBS          |                    | [ 20 ]     |
| 2020 | Khởi nghiệp                  | 스타트업           | Seo Dal-mi                       | tvN          |                    | [ 21 ]     |
| 2022 | Anna                         | 안나               | Yumi                             | Coupang Play |                    | [ 22 ]     |
| 2023 | Doona!                       | 이두나!            | Lee Doona                        | Netflix      | Vai chính          | [ 23 ]     |

## Chương trình truyền hình
| Năm     | Tiêu đề                              | Tiêu đề gốc                        | Kênh                        | Ghi chú / Chú thích | Chú thích. |
| ------- | ------------------------------------ | ---------------------------------- | --------------------------- | ------------------- | ---------- |
| 2011–12 | Invincible Youth 2                   | 청춘불패2                          | KBS2                        | Thành viên          | [ 24 ]     |
| 2012    | Style Log: Weekly – Much Wanted Life | 스타일로그: 위클리 - 탐나는 라이프 | OnStyle                     | Người dẫn chuyện    | [ 25 ]     |
| 2013    | Real Man                             | 진짜 사나이                        | MBC                         | Người dẫn chuyện    | [ 26 ]     |
| 2014    | Connection                           | 접속 2014                          | OnStyle, XTM                | Người dẫn chuyện    | [ 27 ]     |
| 2017    | Off The Record, Suzy                 | 오프 더 레코드, 수지               | Dingo Music YouTube, V LIVE | Chính cô            | [ 28 ]     |

Ngooài ra, cô còn là một trong những khách mời nữ quen mặt vì thường xuyên xuất hiện nhất trong chương trình truyền hình giải trí Hàn Quốc nổi tiếng Running Man với sự tham gia trong các tập: 55 (năm 2011); 93, 94,117 (năm 2012); 155, 172, 173 (năm 2013); và gần nhất là tập 208 năm 2014.

## Xuất hiện trong video Âm nhạc
| Năm  | Bài hát            | Ca sĩ                                            | Vai trò  |
| ---- | ------------------ | ------------------------------------------------ | -------- |
| 2010 | This Christmas     | JYP Nation                                       | Chính cô |
| 2011 | Pretty But Hateful | Son Ho-young                                     | Nữ chính |
| 2012 | Win The Day        | Team SIII                                        | Chính cô |
| 2012 | Classic            | Với Park Jin Young, Wooyoung và Taecyeon của 2PM | Nữ chính |
| 2012 | Smart Uniform CF   | B1A4, Suzy                                       | Chính cô |